# 57 Pegasi
57 Pegasi, eller GZ Pegasi, är en pulserande variabel av halvregelbunden typ (SRC) i stjärnbilden Pegasus.
57 Pegasi varierar mellan visuell magnitud +4,95 och 5,23 med en period av 92,66 dygn. Den befinner sig på ett avstånd av ungefär 780 ljusår.